# ألكساندريا
ألكساندريا : (باليونانية:Αλεξάνδρεια)، (بالإنجليزية:Alexandreia)، مدينة يونانية ومركز لبلدية، تقع في شمال البلاد ضمن مقاطعة إيماثيا التابعة لمنطقة مقدونيا الغربية الإدارية.

## الموقع والسكان
تقع المدينة على ارتفاع 10 متر عن مستوى سطح البحر في وسط سهل إيماثيا والذي يشكله نهرا لوذاس وَألياكمون. تبعد ألكساندريا مسافة 26 كيلومتر إلى الشمال الشرقي من فيريا عاصمة مقاطعة إيماثيا، ومسافة 48 كيلومتر إلى الغرب من سالونيك عاصمة مقدونيا الوسطى.
يبلغ عدد سكان المدينة وحدها 15 ألف نسمة بينما تصل مع الأقسام البلدية التابعة لها إلى حوالي 20 ألف نسمة وبالتالي تكون ثالث أكبر مدينة في مقاطعة إيماثيا بعد فيريا وَناوسا.

## التسمية والتاريخ
اسم المدينة مشتق من الإسكندر المقدوني الذي ولد في مدينة بيلا القديمة التي لا تبعد كثيراً عن ألكساندريا، وبهذا تكون إحدى المدن الكثيرة في العالم التي تحمل نفس الاسم وأهمها الإسكندرية في مصر.
يعود تاريخ الاستيطان البشري إلى فترة قديمة جداً تعود للعصر النيوليثي، وقد وجدت دلائل تشير إلى استيطان الفريجيون المنطقة منذ عام 1150 ق.م. تلاهم المقدونيون والتي ازدهرت في عصرهم كل المنطقة ووصلت إلى فترة ذهبية، ويعتقد أن أليكساندريا الحالية تقع مكان مدينة ألوروس (Aloros) المقدونية القديمة.
فقدت أي معلومات عن المدينة حتى الفترة البيزنطية، حيث أشارت السجلات البيزنطية لوجود مستوطنة عسكرية-زراعية في مكان المدينة باسم كريتزيستا (Kritzista) تتبع أحد التنظيمات العسكرية البيزنطية.
هجرت المنطقة بشكل كامل أثناء الفترة العثمانية واستمر هذا الأمر حتى منتصف القرن الثامن عشر حيث نشأت مستوطنة رعوية-زراعية مكان البلدة الحالية سرعان ما تطورت لتصبح قرية كبيرة باسم غيذاس (Gidhas) بمعنى الـماعز. شهدت هذه المدينة بعض المناوشات مع الأتراك أثناء ثورة مقدونيا بين عامي 1903-1908. دخلتها القوات اليونانية في 18 أكتوبر/تشرين الأول عام 1912.

## متفرقات
- تقع المدينة في مركز روملوكي (Roumlouki)، وهو جزء من سهل إيماثيا يمتد من فيريا حتى نهر لوذاس ويعود الاسم للفظ «روم» (Roum) والتي كانت تعني اليوناني في القرون الوسطى.
- يقام في المدينة مهرجانان في كل عام أحدهما يدعى إيماثيوتيكا (Imathiotika)، والآخر أليكساندريا كارنافالي (Alexandreia Karnavali).
- ولد في المدينة عام 1972 اللاعب اليوناني فاسيليوس تسيارتاس أحد لاعبي المنتخب الوطني اليوناني لكرة القدم الحائز على بطولة الأمم الأوربية لكرة القدم عام 2004.
- يعتمد اقتصاد المدينة بشكل أساسي على الزراعة والإنتاج الحيواني ومن أهم زراعاتها القطن، التبغ.

## وصلات خارجية
- موقع المدينة الرسمي